# Pé na Cozinha
Pé Na Cozinha foi um programa televisivo veiculado pela MTV Brasil durante os anos de 1998 e 1999, com a apresentação de Astrid Fontenelle.
O conceito do programa residia na condução de entrevistas com personalidades de forma íntima e descontraída, emulando a atmosfera de conversas informais realizadas pela apresentadora em sua própria cozinha. Embora a proposta inicial envolvesse a preparação conjunta de um prato pelos entrevistados e pela apresentadora, nem sempre essa dinâmica se concretizava.
Ao longo de sua exibição, o programa contou com a participação de diversos convidados, como Dado Villa-Lobos, Regina Casé, Martinho da Vila, Carla Perez, Ratinho, Ed Motta, Marília Gabriela, Rita Lee e Roberto de Carvalho.
Em 1999, Astrid Fontenelle deixou a MTV para ingressar na Rede Bandeirantes, ocasionando o encerramento do programa.